# سند الورفلی
سند الورفلی (عربی: سند الورفلي؛ زادهٔ ۱۷ مهٔ ۱۹۹۲) بازیکن فوتبال اهل لیبی است.
از باشگاه‌هایی که در آن بازی کرده‌است می‌توان به باشگاه فوتبال الرجا اشاره کرد.
وی همچنین در تیم ملی فوتبال لیبی بازی کرده‌است.